# Bernhard Russi
Bernhard Russi, né le 20 août 1948 à Andermatt, est un skieur alpin suisse, spécialiste de la descente, champion olympique en 1972, qui met fin à sa carrière sportive après la saison 1978 et devient le plus réputé des architectes de pistes de descente, « dessinateur » patenté des descentes olympiques à partir de 1988, imaginant notamment les parcours empruntés lors des Jeux d'Albertville 1992 (Face de Bellevarde à Val d'Isère), Lillehammer 1994 (Olympiabakken à Kvitfjell), Nagano 1998 (à Hakuba), Salt Lake City 2002 (à Snowbasin) ou encore Sotchi 2014 (à Rosa Khutor) et PyeongChang 2018 (à Jeongseon). 

## Distinctions
- Sportif suisse de l'année en 1970
- Sportif suisse de l'année et Skieur d'or en 1972

## Carrière sportive
Il commence son parcours en Coupe du monde de ski alpin en 1968, à 19 ans, et s'illustre notamment dans les années 1970.

## Palmarès

### Jeux olympiques d'hiver
| Épreuve / Édition | Descente | Slalom géant | Slalom |
| JO 1972 Sapporo   | Or       | —            | —      |
| JO 1976 Innsbruck | Argent   | —            | —      |

### Championnats du monde
| Épreuve / Édition                    | Descente | Slalom géant | Slalom | Combiné |
| Mondiaux 1970 Val Gardena            | Or       | —            | —      | —       |
| JO 1972 Sapporo                      | Or       | —            | —      | —       |
| Mondiaux 1974 Saint-Moritz           | 13e      | —            | —      | —       |
| JO 1976 Innsbruck                    | Argent   | —            | —      | —       |
| Mondiaux 1978 Garmisch-Partenkirchen | 14e      | —            | —      | —       |

### Coupe du monde
- Meilleur résultat au classement général : 5e en 1971, 1972 et 1977
  - Vainqueur de la coupe du monde de descente en 1971 et 1972
  - 10 victoires : 9 descentes et 1 géant
  - 28 podiums

#### Saison par saison
- Coupe du monde 1970 :
  - Classement général : 14e
    - 1 victoire en descente : Val Gardena (Championnats du monde)
- Coupe du monde 1971 :
  - Classement général : 5e
    - Vainqueur de la coupe du monde de descente
    - 2 victoires en descente : Megève II et Sugarloaf I
    - 1 victoire en géant : Mont Sainte-Anne
- Coupe du monde 1972 :
  - Classement général : 5e
    - Vainqueur de la coupe du monde de descente
    - 3 victoires en descente : Saint-Moritz, Crystal Mountain I et Val Gardena
- Coupe du monde 1973 :
  - Classement général : 6e
    - 2 victoires en descente : Wengen et Sankt Anton (Arlberg-Kandahar)
- Coupe du monde 1974 :
  - Classement général : 17e
- Coupe du monde 1975 :
  - Classement général : 11e
- Coupe du monde 1976 :
  - Classement général : 8e
- Coupe du monde 1977 :
  - Classement général : 5e
    - 1 victoire en descente : Morzine I
- Coupe du monde 1978 :
  - Classement général : 28e

### Arlberg-Kandahar
- Vainqueur de la descente 1973 à Sankt Anton

## Autre
- 1982 : Participation au rallye Dakar en tant que pilote sur Subaru 1800 avec le copilote suisse Christian Simonett[1],[2].